# توافقنامه توقف درگیری اسرائیل و سوریه

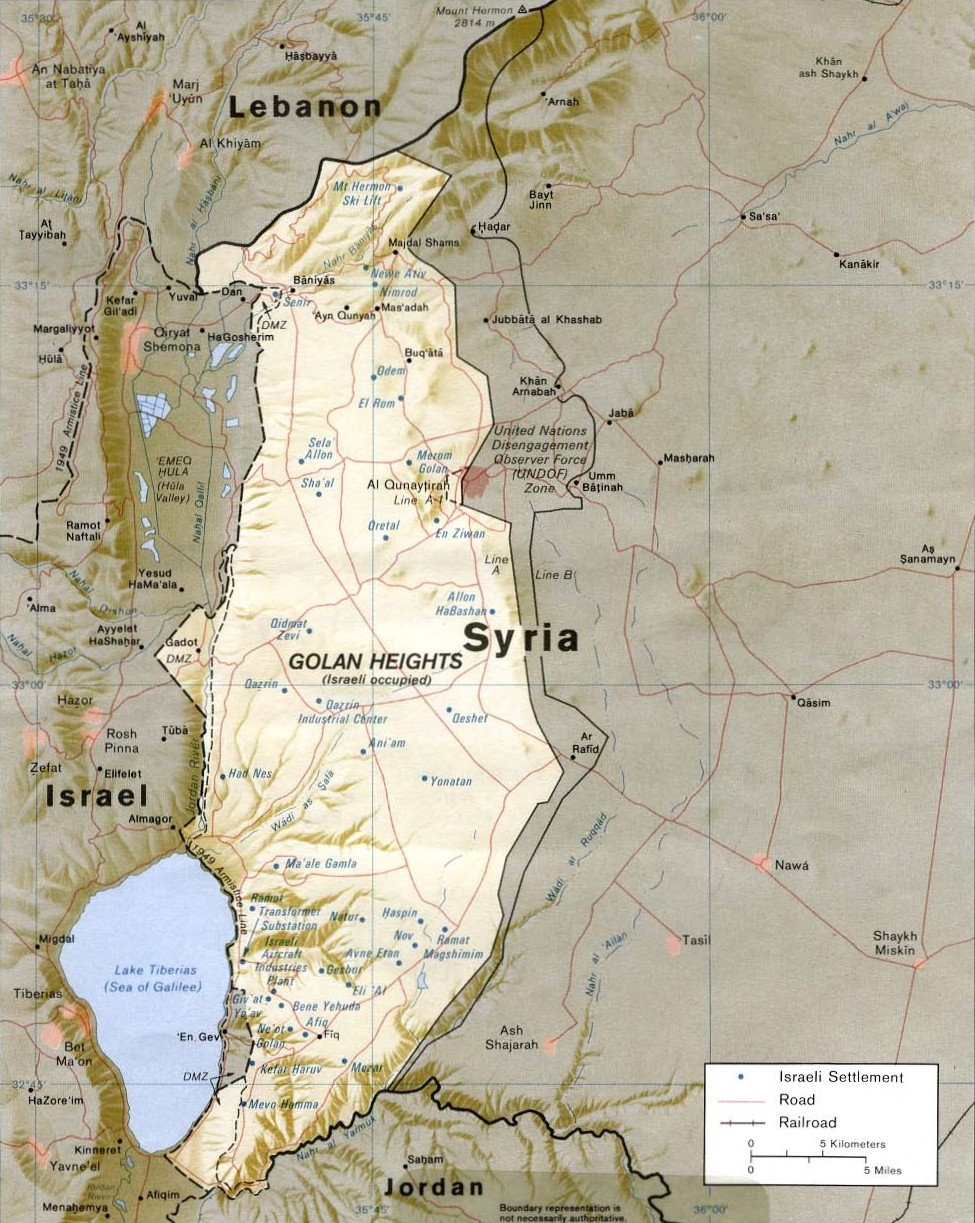
مناطق اشغال شده جولان توسط اسرائیل به رنگ روشن و مناطق تحت کنترل سوریه، به رنگ خاکستری درآمده‌اند. نقاط آبی، پایگاه‌های اسرائیلی و نقاط سیاه، روستاهای سوری را نشان می‌دهد.

توافقنامه توقف درگیری (عبری: הסכם הפרדת הכוחות בין ישראל לסוריה‎، عربی: اتفاقیة فک الاشتباک‎) قراردادی بود که بین اسرائیل و سوریه در ۳۱ مه ۱۹۷۴ امضا شد. این قرارداد رسماً به جنگ یوم کیپور پایان داد. پس از سقوط رژیم اسد، اسرائیل این توافق را باطل دانسته و مجدداً به سوریه حمله کرد.

## جزئیات و اجرا
در این توافقنامه مقرر شد که دو کشور آتش‌بس را حفظ کرده و اسرای جنگی هر دو طرف را فوراً بازگردانند. سپس، اسرائیل از تمام مناطق محاصره‌شده و بالای کوه حرمون که در طول جنگ اشغال کرده بود، به همراه مساحتی حدود ۲۵ کیلومتر در اطراف شهر قنیطره و سایر مناطق کوچک اشغال شده در طول جنگ شش روزه عقب‌نشینی خواهد کرد. در نهایت، میان مرز اسرائیل و سوریه، منطقه حائل ۲۳۵ کیلومتری قرار گرفت که نیروهای پاسدار صلح سازمان ملل متحد در آن مستقر شدند.
در این توافقنامه آمده است که غیرنظامیان سوری که مجبور به ترک خانه‌های خود در منطقه حائل شده‌اند، می‌توانند به خانه‌هایشان بازگردند، زیرا نیروهای پاسدار صلح متعهد شده‌اند تا با فعالیت‌های تروریستی در بلندی‌های جولان مبارزه کنند. این دو تعهد به عنوان یک تعهد شفاهی به ایالات متحده داده شد. پس از توافق، منطقه حائل نیروهای پاسدار صلح متحد، ایجاد شد که ۱۰۴۳ سربازبرای نظارت بر منطقه حائل، درآنجا مستقر شدند.
بلافاصله پس از امضای قرارداد (۱ تا ۶ ژوئن ۱۹۷۴)، زندانیان بازگردانده شدند و اسرائیل از کوه هرمون و مناطق محاصره‌شده خارج شد؛ همچنین، خط مرزی جدید در ۲۶ ژوئن ۱۹۷۴ تکمیل شد.

## پیامدها
بر خلاف پیش‌بینی‌ها، توافقنامه توقف درگیری اسرائیل و سوریه نه تنها بیش از ۴۵ سال به طول انجامید، بلکه از لحظه پذیرش نیز اجرا شد. این، طولانی‌ترین پیمان موفقی است که اسرائیل تا به امروز با یک کشور عربی داشته است.
با این حال، پس از سقوط رژیم اسد در دسامبر ۲۰۲۴، بنیامین نتانیاهو، نخست‌وزیر اسرائیل، اعلام کرد که این توافق «از بین رفته» است. به دنبال آن، ارتش اسرائیل پایگاه‌هایی را در قسمت‌های سوری کوه هرمون تصرف کرد. این مناطق، جزو منطقه حائل بودند که متعلق به نیروهای پاسدار صلح سازمان ملل بود.